# Staf Nimmegeers
Gustaaf Madeleine (Staf) Nimmegeers (Lokeren, 28 april 1940) is een Belgisch rooms-katholieke priester en voormalig politicus voor de sp.a.

## Levensloop
Nimmegeers studeerde in 1964 af als licentiaat in de politieke en sociale wetenschappen aan de Katholieke Universiteit Leuven. Daarna behaalde hij in 1969 een licentiaatsdiploma in de theologie aan het Centrum voor Kerkelijke Studies van dezelfde universiteit. 
Van 1964 tot 1994 was hij producer televisie en radio bij KTRC/KTRO (religieuze programma's die uitgezonden werden via VRT). Ook was hij los medewerker aan radio- en televisieprogramma's en gelegenheidscommentator bij eucharistievieringen op Eurovisie en bij bijzondere uitzendingen op VRT en VTM, zoals het bezoek van paus Johannes Paulus II aan België in 1985 en de uitvaart van koning Boudewijn in 1993.
In 1964 trad hij in bij de minderbroeders-franciscanen in Vaalbeek. Na vijf jaar verliet Nimmegeers het kloosterleven en in 1970 werd hij door kardinaal Leo Suenens tot priester van het aartsbisdom Mechelen-Brussel gewijd. Tot 1977 was hij reserve-aalmoezenier bij de Belgische marine en van 1973 tot 2003 was hij als priester verbonden aan de Onze-Lieve-Vrouw-ter-Finisterraekerk te Brussel. Vanaf 1984 was hij verantwoordelijke voor de Nederlandstalige pastoraal aan deze kerk. In 2003 eindigde zijn kerkelijke loopbaan toen hij actief werd in de politiek.
In 2003 werd Nimmegeers politiek actief voor de socialistische sp.a. Hij koos voor het socialistische gedachtegoed omdat hij er een aantal waarden en engagementen, zoals de zorg om de zwaksten in de samenleving, in herkende die dicht aanleunden bij zijn visie op het christendom. Hij werd bij de federale verkiezingen van mei 2003 verkozen als rechtstreeks gekozen senator in de Senaat en was van 2003 tot 2007 eerste ondervoorzitter van de assemblee. Daarnaast zetelde hij van 2003 tot 2005 in de Senaatscommissie Justitie. In de Senaat diende Nimmegeers in oktober 2003 een wetsvoorstel in om prostitutie te legaliseren en sekswerkers een erkend sociaal statuut te geven, maar dit kwam na bijna vier jaar beraadslaging te vervallen door de ontbinding van de Wetgevende Kamers in mei 2007. Mede uit ontgoocheling hierover besloot Nimmegeers niet meer op te komen bij de verkiezingen van juni 2007.

## Publicaties
- Gesprekken in Jeruzalem (co-auteur: Yves Desmet), Lannoo Tielt 1996.
- Aantekeningen van een stadspriester, Manteau/Standaarduitgeverij, 1997.
- Chagrijn en Charme. Brusselse verhalen, Manteau/Standaarduitgeverij, 2002.
- Priester in de Politiek, Manteau/Standaarduitgeverij, 2004.

## Eretekens
- Op 14 november 1983 werd hij ridder in de Kroonorde
- Op 14 november 1988 werd hij ridder in de Leopoldsorde.
- Op 13 december 1993 werd hij officier in de Kroonorde.[4]

- International Standard Name Identifier: 0000 0000 3424 889X
- Library of Congress Control Number: n99042677
- Nederlandse Thesaurus van Auteursnamen: 152736859
- Virtual International Authority File: 68261249
- WorldCat: E39PBJht4rKyWF8vfwPqvdGmBP